# Lavonaffären
Lavonaffären är en israelisk konspiration och politisk skandal som uppstod efter att Israel misslyckats med en terroristattack mot amerikanska civila mål i Egypten år 1954. Attacken, som var tänkt att provocera USA till att inleda ett krig mot Egypten, avslöjades och ledde till den israeliske försvarsministern Pinhas Lavons avgång.

## Konspirationen
Konspirationen, som gick under namnet Operation Susannah, planerades av Israels underrättelsetjänst men själva terroristattackerna utfördes främst av judar i Egypten. Man placerade ut bomber i amerikanska och brittiska bibliotek och biografer och hade för avsikt att sedan spränga dessa och döda ett hundratal civila amerikaner. USA skulle då tro att det rörde sig om en muslimsk attack och provoceras att inleda ett krig mot Egypten, hoppades den israeliska regeringen.

### Olika syn på saken
I USA är attacken inte vidare känd. En etablerad åsikt är dock att terroristattacker mot civila amerikaner är någonting avskyvärt. I Israel anser man att det rör sig om en "militäroperation" och Levonaffären går under eufemismen den olyckliga affären (hebreiska: העסק הביש, HaEsek HaBish).
År 2005 hyllade Israels president Moshe Katzav de nio egyptiska judar som var involverade som agenter i de tidiga terroristattackerna.

### Operation Susannah
I början av 1950-talet inledde USA en alltmer aktiv Egyptenpolitik som stod i skarp kontrast till den traditionella brittiska politiken. Israel befarade att denna politik, som uppmuntrade Storbritannien att dra tillbaka sina militära styrkor från Suezkanalen, skulle leda till att den egyptiska statsledningen skulle återfå modet att planera för militära ambitioner på Israel. Först försökte Israel influera politiken genom diplomati, men på sommaren 1954 hade man blivit frustrerad.
Enligt historikern Shabtai Teveth, som skrev en av de mer detaljerade skildringarna av händelseförloppet, var uppdraget "att underminera det västerländska förtroendet för den dåvarande [egyptiska] regimen genom att skapa allmän otrygghet som skulle leda till gripanden, demonstrationer och hämndaktioner. Tanken var därför att undvika upptäckt, så att misstankar skulle falla på Muslimska brödraskapet, kommunisterna, "ospecificerade missnöjesgrupperingar" eller "lokala nationalister"."

### Lyckade attacker
Den 2 juli 1954 bombade egyptiska judar U.S. Information Agencys bibliotek i Alexandria och Kairo samt en brittisk biograf. Bomberna var tillverkade av syra och nitroglycerin och dolda i böcker. De gjorde dock liten skada och inga personer dog.
Innan operationen sändes israeliske agenten Avraham Seidenberg (som Avri Elad) för att övervaka operationerna. Seidenberg gick under namnet Paul Frank, en tidigare SS-officer. Avraham Seidenberg ska på något sätt ha röjt operationen för Egypten. Egyptisk säkerhetstjänst kunde ta upp spåret och följa en misstänkt mot sitt mål, biografen Rio, där egyptiska myndigheter redan förberett med en väntande brandbil inför attacken.

## Gripande och efterspel
De egyptiska myndigheterna kunde gripa en inblandad, Philip Natanson, när hans bomb av misstag råkade smälla av i fickan på honom. Efter husrannsakan fann man graverande bevis och hela den israeliska operationen avslöjades. Flera misstänkta greps, bland annat israeliska agenter och egyptiska judar.

### Självmord och avrättningar
Underrättelseofficeren Avram Dar och Seidenberg lyckades fly till Israel. Två misstänkta, egyptiske juden Yosef Carmon och ungerskfödda israeliske medborgaren Meir Max Bineth tog livet av sig i fängelset. Rättegången inleddes den 11 december och pågick till 27 januari, året därpå. Två av de misstänkta (Moshe Marzouk and Shmuel Azar) hängdes. Två övriga frikändes och resten fick fängelsestraff. Det framkom kritik som gick ut på att flera erkännanden hade plågats fram genom tortyr.
Två inblandade, Meir Meyuhas and Meir Za'afran, släpptes 1962, efter 7 år i egyptiskt fängelse. Resten kan eventuellt ha släppts i februari 1968, men den frigivningen är i så fall hemlig och en del av en israelisk-egyptisk fångutväxling.

### Efterspel i Israel
Efter affären uttryckte Mossadchefen Isser Harel misstankar mot Avraham Seidenberg, som då jobbade på den andra israeliska säkerhetstjänsten Aman. Trots misstankarna fortsatte Aman att använda Seidenberg fram till 1956, när han åkte dit efter att ha försökt sälja israeliska dokument till Egypten. Seidenberg fick 10 års fängelse och 1980 offentliggjordes bevis som visade att Seidenberg jobbade för egyptierna även innan Operation Susannah.

### Politiskt efterspel
I möten med premiärminister Moshe Sharett förnekade försvarsministern Pinhas Lavon all kännedom om operationen. Efter en utförlig utredning av bland annat IDF och högsta domstolen i Israel kunde man inte finna några bevis på att Lavon faktiskt känt till operationen. Han tvingades dock avgå efter många turer bland de involverade utredarna.

## Sammanfattning
Operation Suzannah och Lavonaffären visade sig vara katastrofal för Israel på ett flertal sätt:
- Israel förlorade förtroende hos Storbritannien och USA på ett sätt som tog många år att reparera.
- Den taktik man använde vid operationen ledde till en djupt rotad misstänksamhet mot Israels underrättelsetjänsters metoder, såsom provokatörer och falsk flagg-operationer.
- Det politiska efterspelet skapade en tveksamhet kring maktförhållandena inom Israels regering.
- Egyptiska judar, som redan levde under tryck, misstänktes allt oftare för terrorism och antisemitismen fick ett uppsving i landet.

I mars 2005 gjorde Israel ett officiellt uttalande om attackerna, efter årtionden av officiellt förnekande. Många förväntade sig en officiell ursäkt till Egypten, men istället högtidlighöll Israel de överlevande agenterna. President Moshe Katsav gav dem alla ett diplom för sina ansträngningar till stöd för staten Israel.